# 현대 다이너스티
현대 다이너스티(Hyundai Dynasty)는 1996년 5월 6일에 출시되어 2005년 7월에 단종된 현대자동차의 전륜구동 대형 세단 및 리무진이다. 차명인 다이너스티는 영어로 왕족을 뜻한다. 2세대 뉴 그랜저를 고급화 시켜서 출시한 차량이다.

## 1세대(LX)

### 다이너스티(1996년5월~2005년7월)

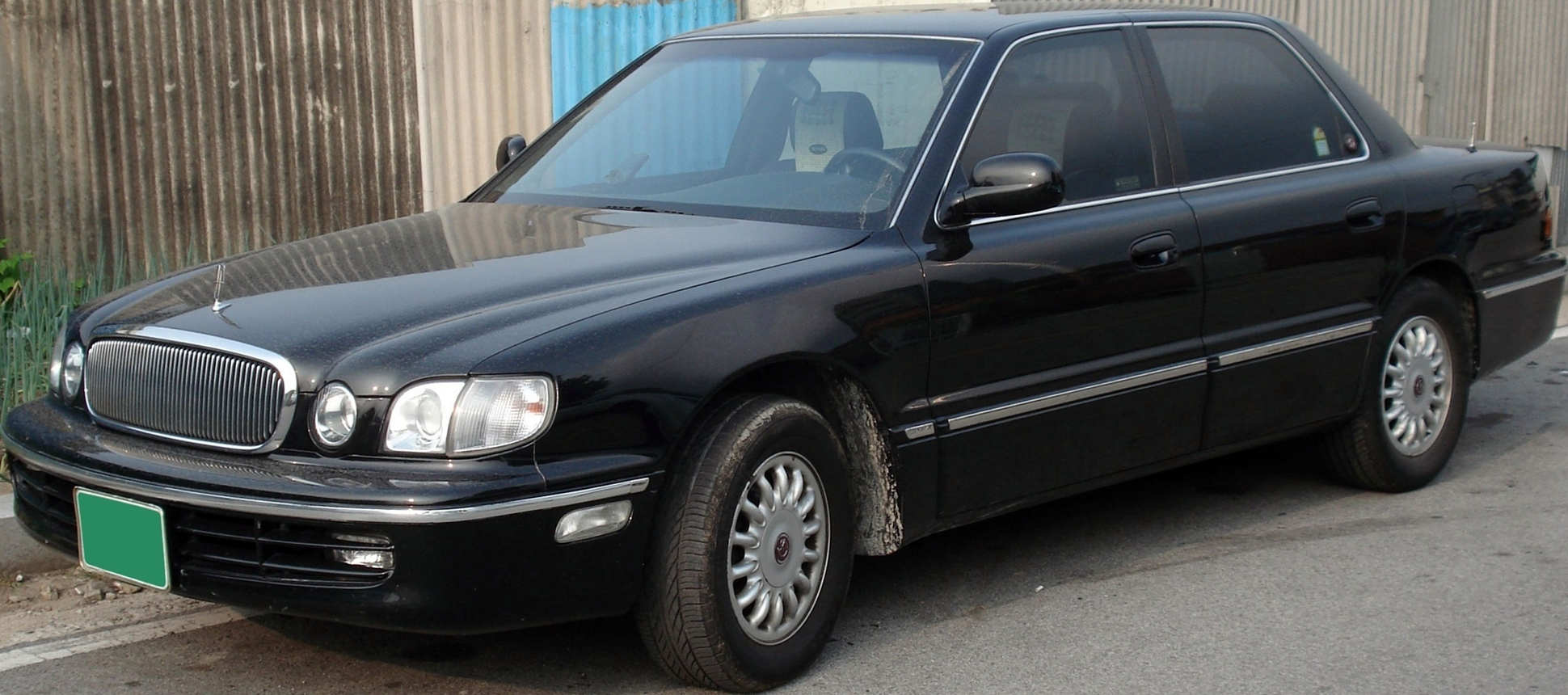
현대 다이너스티(전기형) 정측면

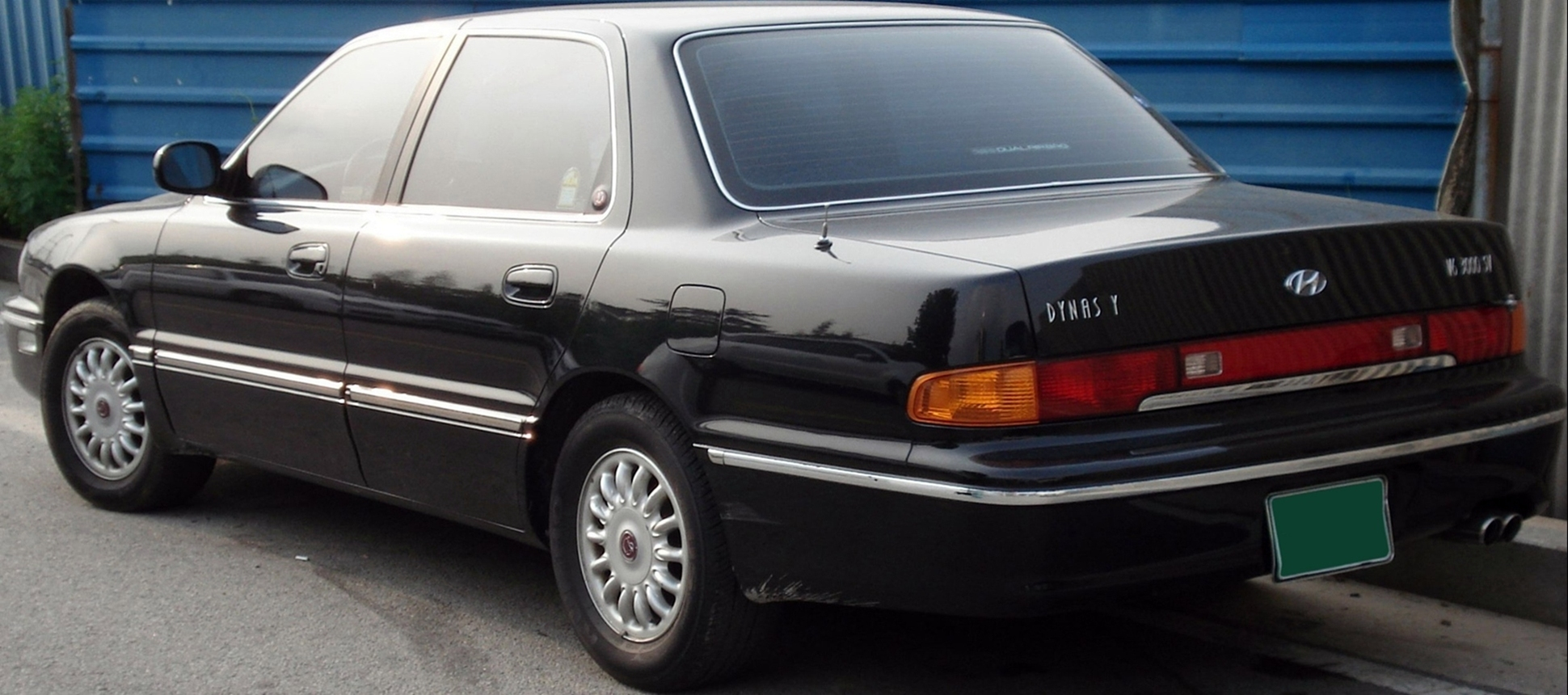
현대 다이너스티(전기형) 후측면

2세대 그랜저(LX)의 페이스 리프트 차종으로, 처음에는 V6 3,000cc 엔진과 V6 3,500cc 엔진이 있었다. 2세대 그랜저(LX)에 있던 V6 3,500cc 엔진은 다이너스티가 출시되기 1개월 전인 1996년 4월에 단종되고 다이너스티로 이관됐다. 1997년 2월 3일에 V6 2,500cc 엔진, V6 3,500cc 엔진이 탑재된 리무진이 추가되었으며, 이후 부분변경을 단행하여 기존 바 타입 오토 안테나에서 글래스 안테나로 바꾸고 후석 엔터테인먼트 시스템을 옵션으로 추가했다. 다이너스티 리무진은 세계 최초로 우측 뒷좌석 에어백이 적용되었으며, 현대 에쿠스 리무진이나 쌍용 체어맨 리무진처럼 B 필러를 늘린 스트레치드 리무진이 아니라 BMW 7 시리즈처럼 뒷 도어를 늘린 롱 휠베이스 모델이다. 1999년 4월 28일에 에쿠스가 출시되기 전까지 현대자동차의 기함이었다. 1999년 4월에 대체 차종이자 한 단계 윗급인 에쿠스가 출시되어 V6 3,500cc 엔진과 리무진(롱 휠베이스형)은 단종되었고, V6 2500cc 엔진과 V6 3000cc 엔진은 2005년 7월에 에쿠스에 통합되는 형식으로 단종되었다. 이후 2008년 1월에 북아메리카 시장을 타깃으로 한 후륜구동 방식의 제네시스가 출시되어 그랜저와 에쿠스 사이의 하이 오너용 고급 세단 자리를 채웠으며, 본래 다이너스티의 후속 차종으로 개발되던 프로젝트명 GH는 개발 도중 기아자동차로 이관되어 오피러스로 출시되었다. 다이너스티 리무진은 故 정주영 현대그룹 명예회장의 마지막 차였다. 2014년부터 2017년까지 생산된 아슬란이 다이너스티의 빈 자리를 대체하였으며, 한 때 아슬란의 차명으로 다이너스티가 검토되기도 하였다.
다이너스티의 롱 휠베이스형이 1999년에 단종된 후 대한민국 대형차 모델에서 리무진 트림은 롱 휠베이스형이 없이 한동안 스트레치드식으로만 나오다가, 23년 만인 2022년에 RS4 G90이 스트레치드식 대신 롱 휠베이스형을 내놓으면서 계보를 잇게 됐다.

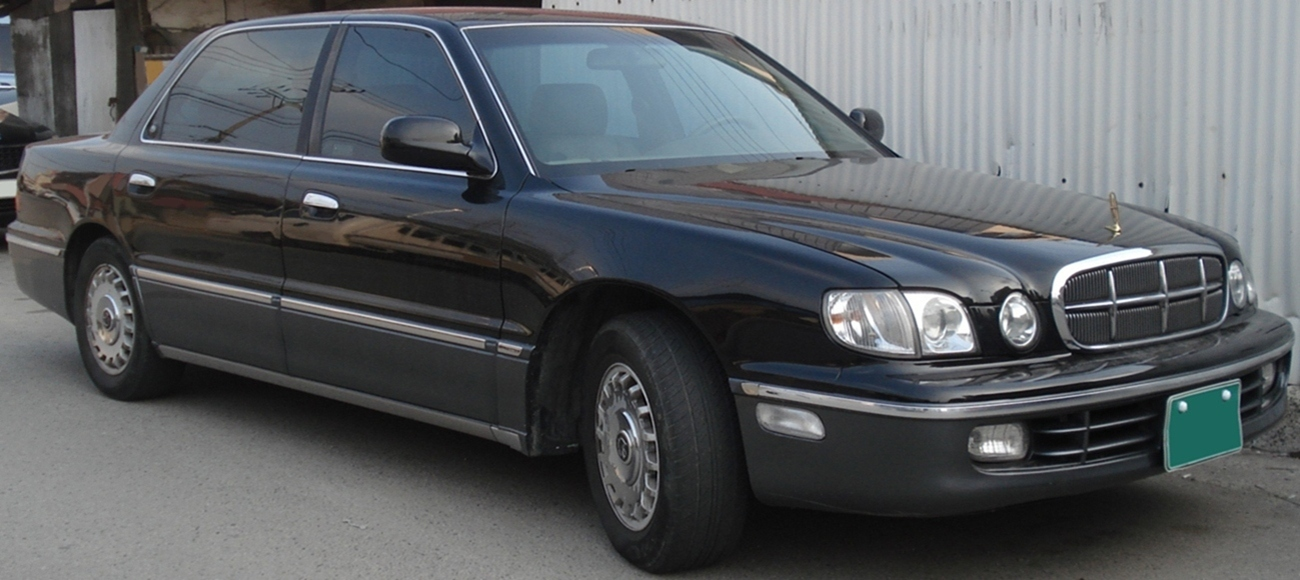
현대 다이너스티 리무진(중기형) 정측면
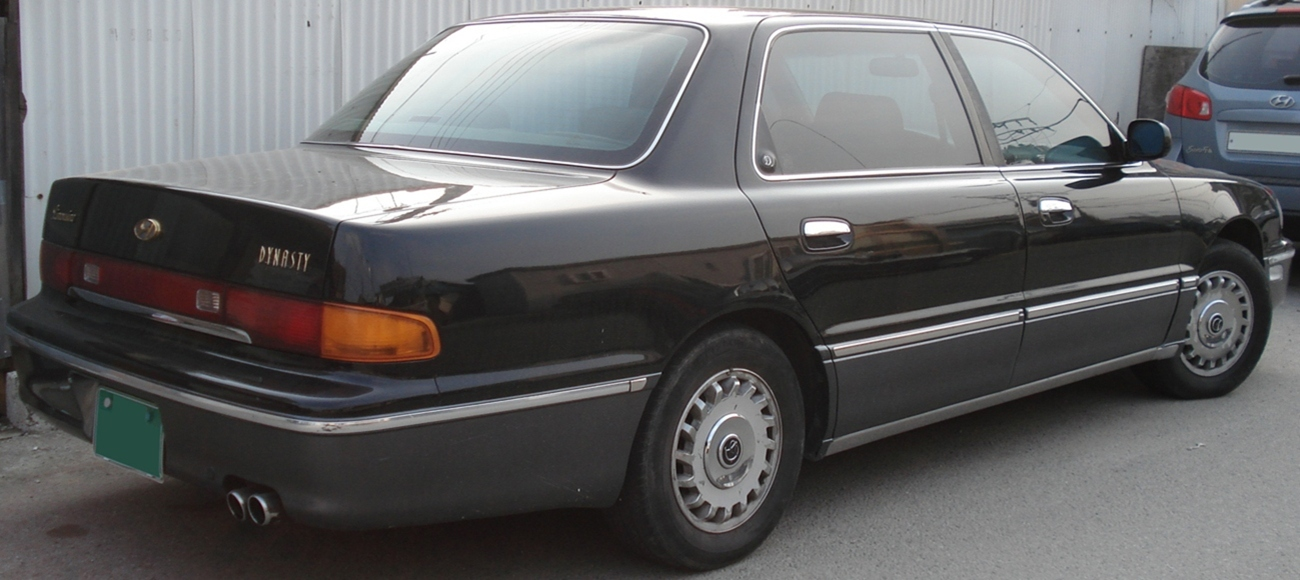
현대 다이너스티 리무진(중기형) 후측면
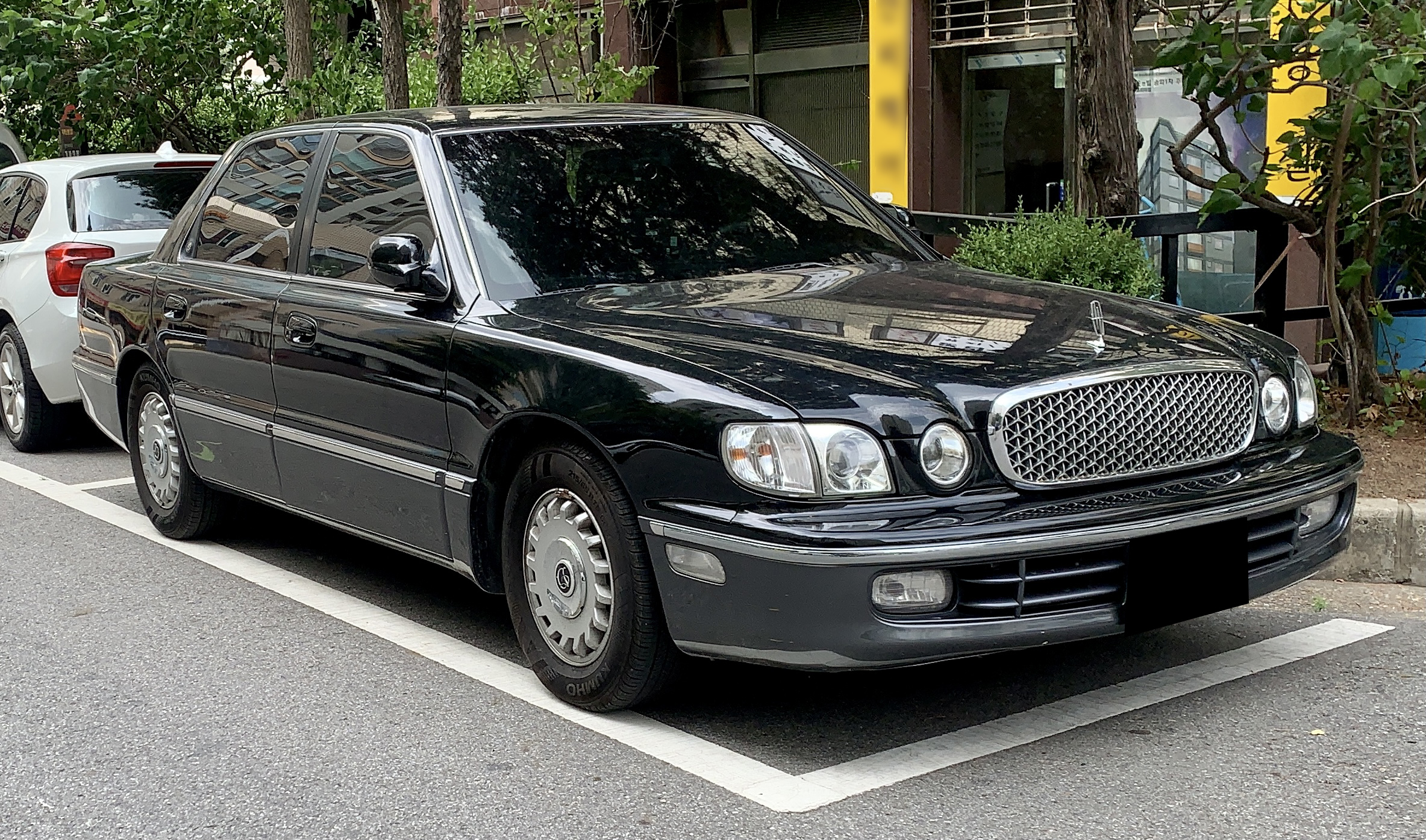
현대 다이너스티(후기형) 정측면
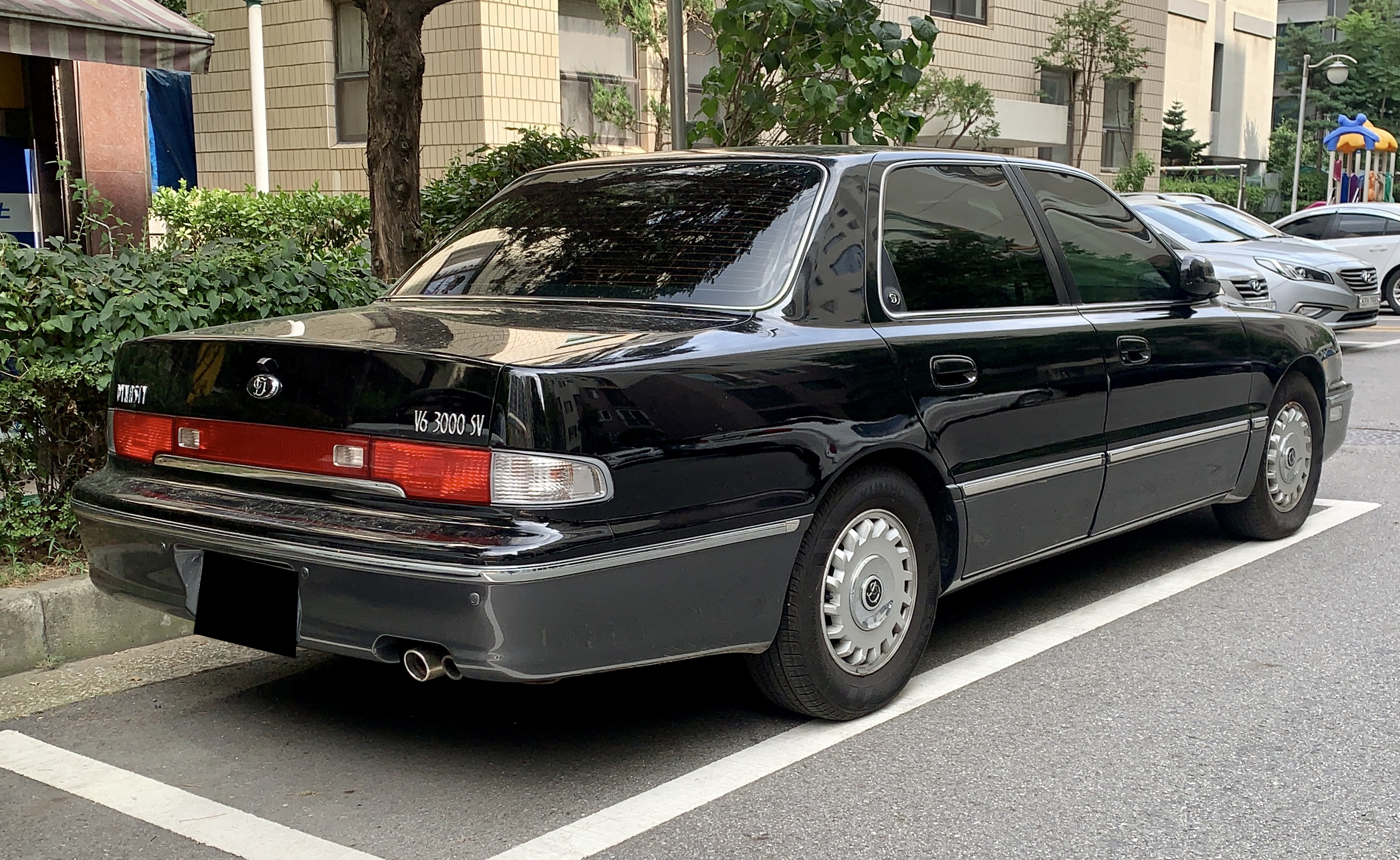
현대 다이너스티(후기형) 후측면

#### 제원
- 전장(mm) : 4,980/5,130(리무진)
- 전폭(mm) : 1,810
- 전고(mm) : 1,445
- 축거(mm) : 2,745/2,895(리무진)
- 윤거(전, mm) : 1,545
- 윤거(후, mm) : 1,550
- 승차정원 : 5명
- 변속기 : 자동 4단
- 서스펜션(전/후) : 맥퍼슨 스트럿/멀티 링크
- 구동형식 : 전륜 구동

| 구분               | V6 2.5                                | V6 3.0                                            | V6 3.5                                |
| ------------------ | ------------------------------------- | ------------------------------------------------- | ------------------------------------- |
| 엔진 형식          | G6AV                                  | G6AT                                              | G6AU                                  |
| 연료               | 가솔린                                | 가솔린                                            | 가솔린                                |
| 배기량(cc)         | 2,497                                 | 2,972                                             | 3,496                                 |
| 최고출력(ps/rpm)   | 167/6,000 (이후 162/6,000으로 변경)   | 205/6,000 (이후 194/6,000, 185/6,000으로 변경)    | 225/5,500 (이후 210/5,500으로 변경)   |
| 최대토크(kg*m/rpm) | 21.4/4,500 (이후 20.8/4,500으로 변경) | 27.1/4,000 (이후 25.8/4,500, 24.6/4,500으로 변경) | 31.8/4,000 (이후 30.5/4,000으로 변경) |
| 최고속도(km/h)     | 198                                   | 205                                               | 210                                   |
| 연비(km/l)         | 8.79 (이후 8.8, 8.1로 변경)           | 8.28 (이후 8.3, 7.4로 변경)                       | 8.0                                   |

## 미디어 속 다이너스티
- SBS 금토 드라마 모범택시에서 극중 김도기 역을 맡은(이제훈 분)의 택시로 등장한다. 2차 페이스리프트 사양의 차량으로 엔진 오버클럭을 온갖 튜닝은 기본에 도청장치, 전격 Z 작전을 연상시키는 로고[1]숨기기, 번호판 뒤집기 장치에 충각까지 넣었다. 가끔식 주행할 때나 복수하러 갈때 2005년식 최후기형 휠로 끼울 때도 있다.